# Омутнінське міське поселення
Омутні́нське міське поселення (рос. Омутнинское городское поселение) — адміністративна одиниця у складі Омутнінського району Кіровської області Росії. Адміністративний центр поселення — місто Омутнінськ.

## Історія
Станом на 2002 рік на території сучасного поселення існували такі адміністративні одиниці:
- місто Омутнінськ (місто Омутнінськ)
- Піщанський сільський округ (селища Васильєвський, Омутнінський, Потерінський, присілки Осокіно, Плетеневська)

Поселення було утворене згідно із законом Кіровської області від 7 грудня 2004 року № 284-ЗО у рамках муніципальної реформи шляхом об'єднання міста Омутнінськ та Піщанського сільського округу.

## Населення
Населення поселення становить 22798 осіб (2017; 22934 у 2016, 23051 у 2015, 23246 у 2014, 23422 у 2013, 23726 у 2012, 24185 у 2010, 26867 у 2002).

## Склад
До складу поселення входять 6 населених пункти:
| Населений пункт        | Населення, осіб (2002) | Населення, осіб (2010) |
| ---------------------- | ---------------------- | ---------------------- |
| Васильєвський, селище  | 154                    | 21                     |
| Омутнінськ, місто      | 26065                  | 23615                  |
| Омутнінський, селище   | 107                    | 85                     |
| Осокіно, присілок      | 235                    | 218                    |
| Плетеневська, присілок | 298                    | 246                    |
| Потерінський, селище   | 8                      | 0                      |